# Andrew Adamson
Pour les articles homonymes, voir Adamson.
Andrew Adamson (né le 1er décembre 1966 à Auckland, en Nouvelle-Zélande) est un réalisateur, producteur exécutif et scénariste néo-zélandais.
Il est notamment connu pour avoir réalisé Shrek et Shrek 2, ainsi que les deux premiers opus de la saga Le Monde de Narnia.

## Biographie
Andrew Adamson commence à travailler comme animateur infographie dans une petite société au studio The Mouse That Roared d'Auckland. Il a ensuite été engagé comme chef dessinateur-animateur chez Video Images Ltd., en 1986.
En 1991, il entre chez DreamWorks Animation, et il y acquiert une réputation dans les effets visuels grâce à deux longs-métrages, Angels in the Outfield et Double Dragon. Au début des années 2000, il réalise son premier long-métrage Shrek, qui sera un grand succès pour le studio, mais aussi le premier film d’animation à remporter l’Oscar du meilleur film d’animation.
Après avoir réalisé Shrek 2, il obtient le poste de la réalisation Le Monde de Narnia : Le Lion, la Sorcière blanche et l'Armoire magique, d’après du roman de C. S. Lewis. Le réalisateur avait même déclaré en interview qu’il est un immense grand fan de la série littéraire Le Monde de Narnia. Son film, qui marque ses débuts dans live-action, sera un succès commercial et critique, qui donnera lieu à deux autres suite. Pour Le Monde de Narnia : Le Prince Caspian, toujours à la réalisation, le film sera une nouvelle fois un succès, mais pas le plus rentable que son précédent ce qui oblige aux studios Disney de laisser tomber la franchise. 
En 2011, il retourne chez DreamWorks pour produit Le Chat potté, spin off de la franchise Shrek.
Un an plus tard, il revient à la réalisation pour le Cirque du Soleil : Le Voyage imaginaire, mais le film recevra des critiques négatifs et ne sortira pas en France.

## Filmographie

### Comme réalisateur
- 2001 : Shrek avec Vicky Jenson
- 2004 : Shrek 2 avec Conrad Vernon et Kelly Asbury
- 2005 : Le Monde de Narnia : Le Lion, la Sorcière blanche et l'Armoire magique (The Chronicles of Narnia: The Lion, the Witch and the Wardrobe)
- 2008 : Le Monde de Narnia : Le Prince Caspian (The Chronicles of Narnia: Prince Caspian)
- 2012 : Mr. Pip
- 2012 : Cirque du Soleil : Le Voyage imaginaire

### Comme producteur
- 2005 : Le Monde de Narnia : Le Lion, la Sorcière blanche et l'Armoire magique
- 2007 : Shrek le troisième
- 2008 : Ballast
- 2008 : Le Monde de Narnia : Le Prince Caspian
- 2010 : Shrek 4
- 2010 : Le Monde de Narnia : L'Odyssée du Passeur d'Aurore
- 2011 : Le Chat potté
- 2012 : Mr. Pip
- 2012 : Cirque du Soleil : Le Voyage imaginaire
- 2015 : Truckers
- 2016 : Les Trolls
- 2022 : Le Chat potté 2 : La Dernière Quête

### Comme scénariste
- 2004 : Shrek 2
- 2005 : Le Monde de Narnia : Le Lion, la Sorcière blanche et l'Armoire magique
- 2007 : Shrek le troisième
- 2008 : Le Monde de Narnia : Le Prince Caspian
- 2012 : Mr. Pip
- 2012 : Cirque du Soleil : Le Voyage imaginaire
- 2015 : Les Aventures du Chat potté (série d'animation)

## Récompenses et distinctions
- Oscar du meilleur film d’animation : Shrek (2002)
- Membre de l'ordre du Mérite de Nouvelle-Zélande (2006)